# Нечипоренко Петро Кирилович
Нечипоре́нко Петро́ Кири́лович (25 грудня 1892 року, с. Агаймани Мелітопольського повіту, нині — в Іванівському районі Херсонської області — 3 вересня 1937 року, Київ, Україна) — український геофізик, геодезист, один з засновників геофізики в Україні, доктор геологічних наук, професор Київського національного університету імені Тараса Шевченка, член Катеринославської «Просвіти» з 2 листопада 1914. Жертва російського окупаційного терору.

## Життєпис
Народився 1892 року в селі Агаймани Мелітопольського повіту Таврійської губернії. Походив із родини службовця. У 1912 закінчив реальне училище у Мелітополі і в тому ж році вступив до Катеринославського гірничого інституту. Через тяжкі матеріальні умови доводилося підробляти на тимчасових роботах. Деякий час працював у статистичному відділі Таврійського земства.
Закінчив 1921 року Дніпропетровський гірничий інститут зі спеціальності гірничий інженер, маркшейдер і тоді ж був обраний асистентом кафедри вищої геодезії та маркшейдерської справи. Упродовж 1921 працював маркшейдером обласної маркшейдерської управи і заступником завідувача маркшейдерського бюро.
Починаючи з п'ятого курсу інституту, Нечипоренко читав геодезію в технікумі і на робітничих курсах Катерининської залізниці. Як засвідчує анкетний лист його особової справи, у 1922 Народний Комісаріат Освіти затвердив його на посаді викладача Дніпропетровського гірничого інституту. Тут він працював до 1933. На утриманні Нечипоренка були дружина, мати й сестра. Ні в яких політичних партіях Нечипоренко не перебував.
На початку наукової діяльності Нечипоренко велику увагу приділяв маркшейдерській справі, питанням безпеки гірничих робіт, проведенню тріангуляції в Донецькому басейні. Він мав велику схильність до винахідництва, конструювання і удосконалення геодезичних приладів, багато часу й енергії віддав розробці нівеліра-автомата.
Вперше цей прилад винайшов професор П. М. Леонтовський у 1915, але воєнні події та громадянська війна перешкодили його запровадженню. У 1926 Нечипоренко удосконалив нівелір-автомат. Він сконструював проєктор-самописець, який креслив горизонтальний профіль безпомилково. Детальний опис нівеліра-автомата, змонтованого на велосипедних колесах, а також спосіб його застосування подано ним в окремій брошурі.
Нівелір-автомат застосовують для одержання плану місцевості у горизонталях, для найбільш доцільного вибору напрямку прокладання шляхів, визначення обсягу земляних робіт, при проведенні гідротехнічних досліджень, геологічних розшуків і гірничих розвідок. Нівелювання автоматом можливе вдень і вночі, влітку і взимку і не потребує присутності техніка-спеціаліста. У 1929 Нечипоренку присуджено звання професора.
У січні 1930 наказом № 5 по Українському геологорозвідковому управлінню Нечипоренко призначений науковим консультантом геофізичних досліджень, очолив відділ розвідувальної геофізики. Колишні інженери В. Б. Сологуб і С. І. Суботін, які проводили геофізичні дослідження залізорудних родовищ Криворіжжя і Кременчука, а також геологічних структур Чернігівщини під безпосереднім науковим керівництвом Нечипоренка, стали видатними вченими.

### Переїзд із Дніпра до Києва під час Голодомору
Під час голодомору в 1933 Н. переїжджає з Дніпра до Києва. Тут він працює на посадах директора Київської геофізичної та Полтавської гравіметричної лабораторій (призначений директором Полтавської гравіметричної обсерваторії, заснованої в 1934 році в Українському науково-дослідному геологічному інституті (нині — Інститут геологічних наук НАН України) Київської геофізичної обсерваторії, згодом — професором кафедри геофізики Київського університету (очолив у тому ж 1933 році), заступником директора астрономічної обсерваторії і консультантом Інституту географії та картографії.
Доктор геологічних наук з 1936 року.
Був науковим консультантом Інституту географії і картографії при Київському університеті.
Крім того, очевидно, він працював також науковим співробітником Українського науково-дослідного геологорозвідувального інституту (УкрНДГРІ). Про це свідчать його підписи під деякими науковими статтями. У 1933 Нечипоренко передає до друку в працях УкрНДГРІ шість наукових статей. На жаль, УкрНДГРІ існував недовго і, очевидно, не мав можливості видавати свої роботи.
Брав участь у геологічній зйомці території України. Започаткував систематичні дослідження з питань фізики Землі в Полтавській гравіметричній обсерваторії, заснованій у 1926 році. Завідував кафедрою до трагічної загибелі 1937 році внаслідок сталінських репресій.
До найважливіших праць Нечипоренка належить перша гравітаційна карта України. Ця робота виконувалася колективом УкрНДГРІ під керівництвом Нечипоренка. При її складанні використано понад 520 гравіметричних визначень з різних пунктів України й Криму. У своїх статтях професор Нечипоренко детально зупиняється на геологічному тлумаченні гравітаційних аномалій та причинах, що їх зумовлюють.
На січневій сесії АН України Нечипоренко виступив з доповіддю «Співвідношення сили тяжіння і геології та деякі дані про геологічну будову України за даними геофізики». Автор показав зв'язок між гравітаційним полем і геологічною структурою. У доповіді Нечипоренка вперше проголошена перспективна галузь геолого-геофізичних досліджень — гравіметрія.

### Репресії: арешт і розстріл
Проте впровадження геофізичних методів розвідки в Україні, яке пропагував у своїх працях вчений, не подобалося недоброзичливцям.
10 травня 1937 Нечипоренка заарештували на його київській квартирі по вул. Обсерваторній, 3 у зв'язку з діяльністю українського осередку Академічного центру (Пулковська справа).
Виїзною комісією ВК ВС СРСР його необгрунтовано звинувачений у здійсненні злочину, передбаченого статтями 54-6, ч. 1, 54-7, 54-8 та 54-11 Кримінального кодексу УРСР. Формальне розслідування «контрреволюційної діяльності» вченого тривало до 2 вересня 1937. Військова колегія Верховного суду СРСР, яка засідала у Києві 2 вересня 1937, винесла йому найсуворіший вирок — найвищу міру покарання. Вирок виконано на другий день, 3 вересня 1937. Передачі до Лук'янівської в'язниці приймали до кінця року.
Дружина Єфросинія, співробітниця бібліотеки АН України була заарештована 2 жовтня 1937 і засуджена за статтею 58-12 КК УРСР на 8 років. Строк відбувала в Томасінлазі. З 1946 року жила в Дніпро, з 1952 року в Канську.

### Реабілітація
Через понад 20 років, 15 лютого 1958 справу по звинуваченню Нечипоренка переглянуто Військовою колегією Верховного суду СРСР, і його повністю реабілітовано.
Дружина Єфросинія реабілітована 17 січня 1958 року, померла в 1974 році.

## Наукова спадщина
Наукова спадщина одного з перших українських геофізиків — професора Нечипоренка невелика, бо більшість часу він віддавав педагогічній діяльності. Але Нечипоренко започаткував гравіметричні дослідження в Україні. Відчутний внесок він зробив у маркшейдерську справу і приладобудування, шанобливо ставився до своїх учителів А. Пломана, П. Леонтовського, на смерть яких відгукнувся некрологами (1925).
Винахідник нівеліра-автомата. Автор першої гравітаційної карти України, що дозволила виявити соляно-купольні структури й побудувати схему рельєфу поверхні кристалічного фундаменту Дніпровсько-Донецької та Причорноморської западин.
Основні праці:
- Механічне нівелювання. — Дніпропетровськ, 1924.